# Péninsule de Port-au-Port

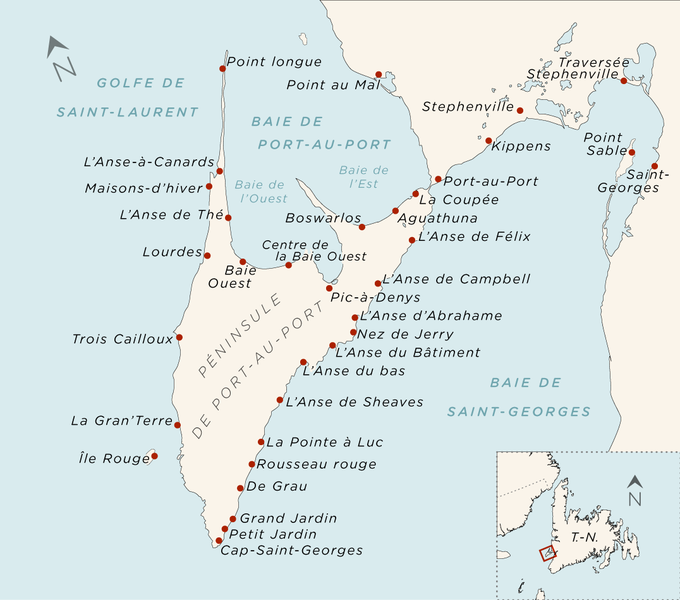
Carte de la Péninsule de Port-au-Port.

La péninsule de Port-au-Port est une péninsule située dans l'Ouest de l'île de Terre-Neuve dans la province de Terre-Neuve-et-Labrador au Canada. Elle est bordée par le golfe du Saint-Laurent et la baie de Port-au-Port. La péninsule de Port-au-Port demeure un des principaux lieux où vivent les Franco-Terreneuviens. 

## Présentation
La péninsule est reliée à l'île de Terre-Neuve par un isthme qui ferme la baie de Port-au-Port au niveau de La Coupée et de la localité de Port-au-Port. La péninsule est reliée au reste de l'île de Terre-Neuve par la route 460.
La péninsule compte plusieurs villages anglophones ainsi que la principale communauté acadienne et francophone de la province. C'est en fait le berceau de la francophonie sur l'île de Terre-Neuve, le seul endroit où la population francophone terre-neuvienne est de descendance acadienne ou française depuis plusieurs générations. La communauté acadienne est principalement répartie dans quelques villages de la péninsule de Port-au-Port, notamment Port-au-Port, Cap-Saint-Georges, la Grand'Terre, Grand Jardin, Petit Jardin, Grau, L'Anse-aux-Canards-Maisons-d'Hiver.
La péninsule est considérée comme le seul district bilingue de l’île de Terre-Neuve depuis 1971.

## Peuplement de pêcheurs français
L'établissement des francophones sur la Côte Ouest de Terre-Neuve remonte aux premières décennies du XIXe siècle. La péninsule de Port au Port faisait partie de la « Côte française », ouverte exclusivement aux pêcheurs saisonniers, fréquemment originaires de Saint-Malo. Leur établissement permanent était interdit, au risque d'une expulsion. En 1904, la France abandonne ses droits sur Terre-Neuve. Les pêcheurs restés sur place formèrent alors les communautés de l'Anse-à-Canards, de Maison d'Hiver, de la Grand'Terre et de Cap-Saint-Georges.

## Peuplement des Acadiens
Entre 1820 et 1850, une vague d'immigration acadienne venue du Cap-Breton et des îles de la Madeleine, s'installa d'abord dans la Vallée de Codroy, puis dans la Baie Saint-Georges et enfin sur la péninsule où elle fit souche grâce aux pêcheurs français qui y étaient  établis.